# Sielsowiet Krapiuna
Sielsowiet Krapiuna (biał. Крапівенскі сельсавет, Krapiwienski sielsawiet; ros. Крапивенский сельсовет) – sielsowiet na Białorusi, w obwodzie witebskim, w rejonie orszańskim, z siedzibą w Krapiuni.

## Demografia
Według spisu z 2009 sielsowiet Krapiuna zamieszkiwało 1856 osób, w tym 1782 Białorusinów (96,01%), 58 Rosjan (3,13%), 7 Ukraińców (0,38%), 4 Gruzinów (0,22%), 1 Polak (0,05%), 2 osoby innych narodowości i 2 osoby, które nie podały żadnej narodowości.

## Geografia i transport
Sielsowiet położony jest na Grzędzie Białoruskiej, we wschodniej części rejonu orszańskiego i na wschód od stolicy rejonu Orszy, z którą graniczy. Największą rzeką jest Dniepr, który stanowi północną granicę sielsowietu.
Przez sielsowiet przebiegają droga magistralna M8 oraz droga republikańska R22.

## Miejscowości
- agromiasteczka:
  - Krapiuna
  - Łarynauka
- wsie:
  - Baradulina
  - Bryli
  - Haćkauszczyna
  - Hraziuka
  - Paszyna
  - Rymki
  - Sawiszczyna
  - Siahława
  - Stachouka
  - Szatrawina
  - Szuhajława
  - Zaharadnaja
  - Zharda